# Fota aperta
Fota aperta là một loài bướm đêm trong họ Noctuidae.